# Насакин, Яков Густавович
Яков Густавович Насакин 1-й (28 октября 1801, Варбла — 1 мая 1899, Ревель) — русский военный, который в чине подпоручика Финляндского лейб-гвардии полка 14 декабря 1825 г., во время Восстания декабристов, находился на Петровской площади около Сената и содержал вверенный ему караул из 24 штыков «под ружьем».

## Биография
Родился в семье капитана Адама Густава Насакина и Анны Софии Элизабет Тизенгаузен. У Якова Рейнгольда Густава было 2 сестры — Йоханна Луиза Юлианна и София Амалия Вильгельмина, а также 3 брата — Яков Август (старший; умер в 3 года), Бернхард Вильгельм Август (погиб в 1829 году во время войны с Турцией) и Густав Георг (он же — Насакин 2-й Густав Густавович).
Больше всего Яков разделял интересы со своим младшим братом Густавом — прапорщиком лейб-гвардии Финляндского полка. По показаниям А. Е. Розена и Е. П. Оболенского, братья посещали 11 декабря 1825 совещание Северного общества у Н. П. Репина, но членами тайного общества декабристов не были. К следствию не привлекались.
Начал службу в 1-й гренадерской артиллерийской бригаде портупей-прапорщиком.
Принимал участие в Русско-турецкой войне 1828—1829 годов и подавлении Польского восстания 1830—1831.

### Карьера и Восстание декабристов
- 1822—1823 прапорщик Финляндского полка.
- 1824—1825 подпоручик Финляндского полка. 14 декабря 1825 года возглавлял караул у Сената[2].

Сенатская площадь. Тусклый зимний день повис над памятником Великому Петру. Кругом памятника толпа бунтующих солдат шумит в полном беспорядке, конки, одиночные выстрелы. Подбегают новые отряды. Неуверенная толпа колеблется, чью принять сторону. По прилегающим улицам становятся прибывающие верные части. С трудом пробившийся через бунтовщиков, караул Л. Гв. от Финляндского полка заступил на Петровскую гауптвахту, у здания Сената. В 75 шагах от него бушуют разнузданные толпы бунтовщиков и в этот момент проезжает верхом, мимо караула, Император Николай Павлович и караул под командой Подпоручика Насакена I-го отдает честь с барабанным боем как Императору, подтверждая, что никакие толпы бунтовщиков не могут совратить Финляндцев от исполнения их долга. И всю жизнь помнил Насакен I-й слова Императора Николая I-го: «Насакен, тебя Я никогда не забуду».— Сергеев Б. В. Лейб-гвардии Финляндский полк // Финляндец. — 1956. — № от 12 (25) декабря. — С. 12.
- Спустя 3 дня, 17 декабря 1825 «за отличное исполнение своей обязанности» произведен в поручики. А 19 декабря награждён орденом Владимира 4 ст. с бантом, в указе сказано:

Во время происшествия, случившегося в здешней столице 14-го числа сего месяца, л.-гв. Финляндского полка подпоручик Насакин 1-й, стоя в карауле на Петровской площади, несмотря ни на просьбы, ни на угрозы окружавших его мятежников, остался непоколебим в своей обязанности, содержа во все сие время вверенный ему караул под ружьем
- 24 декабря переведён в роту цесаревича, а 26 декабря назначен «быть в Зимнем дворце при представлении его величеству».
- 1826—1828 поручик Финляндского полка.
- 1829 капитан Финляндского полка.
- 1831 штабс-капитан Финляндского полка. Командир 1-й егерской роты. Орден святого Владимира 4-й степени с бантом. Именная золотая сабля с надписью «за храбрость». Серебряная медаль за Турецкую войну.
- 1833 штабс-капитан Финляндского полка. Командир 1-й егерской роты. Орден святой Анны 2-й степени. Орден святого Владимира 4-й степени с бантом. Именная золотая полусабля с надписью «за храбрость». Серебряная медаль за Турецкую войну и взятие Варшавы. Полевой знак отличия за военные достижения 4-й степени.
- 21 февраля 1835 в чине полковника переведен в Ревельский егерский полк.
- Осенью 1835 года назначен командиром Витебского полка. В 1844 году получил чин генерал-майора и оставил Витебцев полковнику Митрино.

Скончался 1 мая 1899 в Ревеле. Похоронен 12 мая 1899 на кладбище Сизелинна в Ревеле (Siselinna kalmistu, Apostlik Õigeusu kalmistu, AN I-2, 19-8, участок).

## Семья
15 февраля 1837 женился на Александрине Капцевич (р. 7 сентября 1821).
У Насакина с ней было шесть детей: Иван (р. 1838), София (р. 1840), Анна (р. 1841), Элизабет (р. 1843), Николай (р. 1845), Надежда (р. 1847).